# Hexagon AB
Hexagon AB est un groupe industriel suédois spécialisé dans les nouvelles technologies. Il est coté à l'OMX sous l'acronyme HEXA B.

## Histoire
En 1965, cinq banques régionales suédoises, dont Östergötland Enskilda Bank et la Banque du Småland, décidèrent de créer un fonds d'investissement, Hexagon AB, pour encourager les nouvelles technologies en Suède. Quoiqu'elle ne détînt que 16 % des actions de 1965 à 1972, il est clair que, compte tenu de l'émiettement des parts, la famille Wallenberg jouait un rôle prépondérant dans les orientations stratégiques de ce fonds,.
Pour une société d'encouragement, Hexagon a d'abord mené une politique d'investissement plutôt prudente, mais année après année elle maintint les acquisitions de sociétés à un rythme régulier, privilégiant les rachats dans le secteur de l'ingénierie, à l'exception d'une compagnie commerciale aux revenus stables : AB Rafale Carlsson. Les quelques entreprises du secteur des hautes technologies, trop peu rentables, furent revendues ou dissoutes au cours de cette période.
De 1973 à 1976, des prises de participation concentrèrent les parts aux mains d'un petit nombre d'investisseurs, majoritairement des fonds de pension : Uplands, Westman-Wernerska, la caisse de retraite de l'entreprise Nerman et les familles Nerman, Hemmingson et Torstensson. Une nouvelle phase de concentration du capital intervint en 1987, à l'initiative d'Axel Johnson : à la fin de 1987, il détenait un peu plus de 22 % des parts, et au printemps 1989, il fit une offre publique d'achat pour acquérir Hexagon en totalité, mais fut en butte à ses concurrents, parmi lesquels Hans Thulin et les papeteries Munksjö AB (sv), qui finit par obtenir effectivement plus de 90 % des actions, mettant un terme à la cotation boursière de la société.
Hexagon AB est relancée en 1992 avec siège social à Stockholm, en rachetant la compagnie Eken Industri & Handel AB.
En 2001, Hexagon acquiert Brown & Sharpe, ainsi que Wilcox.
En juillet 2021, Hexagon annonce l'acquisition d'Infor EAM, spécialisée dans les logiciels de gestion, pour 2,7 milliards de dollars.

## Activités
Les activités du groupe étaient initialement centrées autour de la mesure de précision, avec trois grandes branches : la géomatique (géodésie et GPS), la métrologie industrielle (Hexagon Metrology) et les hautes technologies. Le groupe commercialise ses produits et ses services à travers plus de 35 marques différentes à travers le monde ; il emploie environ 12 000 salariés dans plus de 35 pays.
Les produits manufacturés par Hexagon vont de l'outillage manuel (fixe ou portatif) aux GPS, en passant par les machines à mesurer tridimensionnelles, la topographie de chantier (niveaux, télémètres laser, tachéomètres, etc.) et les capteurs embarqués pour l'aéronautique.
Ses services comprennent l'assistance après-vente et les développements informatiques dédiés à la mesure en général.
Hexagon vend ses machines principalement aux entreprises du secteur de la construction et de la mécanique ; elle vend plutôt des composants aux industries automobile, aerospatiale, biomédicale et à la recherche-développement, pour l'équipement de robot industriel.
Ses principaux concurrents européens sur le marché des capteurs et de l'automatique sont Invensys (Royaume-Uni), Alfa Laval (Suède), et la holding Sensata Technologies (Pays-Bas).

## Marques du groupe (2013)
- DEA
- Q-DAS
- AICON
- m&h
- Sematec
- Optiv
- Apodius
- Quindos
- Brown & Sharpe
- Cognitens
- Elcome Technologies
- ERDAS Earth Resource Data Analysis System]
- GeoMax
- Intergraph
- Leica Geosystems
- Leitz
- MicroSurvey
- NovAtel
- ROMER
- Sheffield Measurement
- Sisgraph
- TESA SA
- Wilcox Associates
- Imaging